# Якторув
Якторув (пол. Jaktorów) — село в Польщі, у гміні Якторув Ґродзиського повіту Мазовецького воєводства.
Населення — 1037 осіб (2011).
У 1975-1998 роках село належало до Скерневицького воєводства.

## Демографія
Демографічна структура станом на 31 березня 2011 року:
|          | Загалом | Допрацездатний вік | Працездатний вік | Постпрацездатний вік |
| -------- | ------- | ------------------ | ---------------- | -------------------- |
| Чоловіки | 484     | 104                | 331              | 49                   |
| Жінки    | 553     | 106                | 335              | 112                  |
| Разом    | 1037    | 210                | 666              | 161                  |